# BKK Kassana
Die BKK Kassana war eine deutsche gesetzliche Krankenversicherung aus der Gruppe der Betriebskrankenkassen, die bundesweit geöffnet war.

## Geschichte
Ursprünglich hieß die Kasse BKK der Stahl- und Drahtwerke in Röslau bzw. BKK Röslau und wurde 1887 in Röslau gegründet. Nach der Kooperation mit dem Sparkassenverband in Bayern kam es dann im November 2005 zur Namensänderung in BKK Kassana.  Am 1. Juli 2009 fusionierte die Autoclub BKK  mit der BKK Kassana und am 1. Januar 2011 kam es zur Fusion mit der BKK salvina. 
Sie hatte ihren Ursprung in den Unternehmen Sparkassenverband Bayern und ADAC.
Der Verwaltungsrat der BKK Kassana hatte in seiner Sitzung am 30. Oktober 2014 die Vereinigung der BKK Kassana mit der BKK VerbundPlus beschlossen. Auch der Verwaltungsrat der BKK VerbundPlus hatte am Nachmittag desselben Tages für eine Fusion zum 1. Januar 2015 gestimmt.

### Beitragssatz
Seit 1. Januar 2009 werden die Beitragssätze vom Gesetzgeber einheitlich vorgegeben.